# 21478 Maggiedelano
21478 Maggiedelano è un asteroide della fascia principale. Scoperto nel 1998, presenta un'orbita caratterizzata da un semiasse maggiore pari a 2,9693307 au e da un'eccentricità di 0,2167759, inclinata di 11,94123° rispetto all'eclittica.
L'asteroide è dedicato alla studentessa statunitense Maggie Delano.